# Сарцана
Сарцана (итал. Sarzana) град је у северозападној Италији. То је други по величини град округа Ла Специја у оквиру италијанске покрајине Лигурија.

## Природне одлике
Град Сарцана је смештен у северозападном делу Италије, на 100 километара југоисточно од Ђенове. Град се образовао у источном подручју Ђеновског залива, дела Тиренског мора. Град се сместио у невеликој приморској долини реке Магра, изнад које се стрмо издижу крајње северни Апенини. Надморска висина града је 21 m.

## Географија
| Клима (Сарцана)             | Клима (Сарцана) | Клима (Сарцана) | Клима (Сарцана) | Клима (Сарцана) | Клима (Сарцана) | Клима (Сарцана) | Клима (Сарцана) | Клима (Сарцана) | Клима (Сарцана) | Клима (Сарцана) | Клима (Сарцана) | Клима (Сарцана) | Клима (Сарцана) |
| Показатељ \ Месец           | .Јан.           | .Феб.           | .Мар.           | .Апр.           | .Мај.           | .Јун.           | .Јул.           | .Авг.           | .Сеп.           | .Окт.           | .Нов.           | .Дец.           | .Год.           |
| --------------------------- | --------------- | --------------- | --------------- | --------------- | --------------- | --------------- | --------------- | --------------- | --------------- | --------------- | --------------- | --------------- | --------------- |
| Апсолутни максимум, °C (°F) | 18,4 (65,1)     | 20,0 (68)       | 24,0 (75,2)     | 26,2 (79,2)     | 31,4 (88,5)     | 34,8 (94,6)     | 36,4 (97,5)     | 38,2 (100,8)    | 34,2 (93,6)     | 29,0 (84,2)     | 24,0 (75,2)     | 18,6 (65,5)     | 38,2 (100,8)    |
| Средњи максимум, °C (°F)    | 11,3 (52,3)     | 12,3 (54,1)     | 14,3 (57,7)     | 17,1 (62,8)     | 21,7 (71,1)     | 25,2 (77,4)     | 28,7 (83,7)     | 28,8 (83,8)     | 24,9 (76,8)     | 18 (64)         | 15 (59)         | 12,1 (53,8)     | 28,8 (83,8)     |
| Средњи минимум, °C (°F)     | 3,3 (37,9)      | 3,7 (38,7)      | 5,6 (42,1)      | 8,2 (46,8)      | 10,9 (51,6)     | 14,2 (57,6)     | 17,8 (64)       | 17,9 (64,2)     | 10,8 (51,4)     | 11,3 (52,3)     | 7 (45)          | 4,4 (39,9)      | 3,3 (37,9)      |
| Апсолутни минимум, °C (°F)  | −9,0 (15,8)     | −5,0 (23)       | −4,9 (23,2)     | −1,4 (29,5)     | 3,8 (38,8)      | 7,8 (46)        | 10,4 (50,7)     | 7,6 (45,7)      | 6,0 (42,8)      | 0,0 (32)        | −3,6 (25,5)     | −6,6 (20,1)     | −9 (15,8)       |
| Количина падавина, mm (in)  | 63,4 (24,96)    | 57,5 (22,64)    | 59,8 (23,54)    | 89,1 (35,08)    | 61,5 (24,21)    | 47,8 (18,82)    | 25,4 (10)       | 49,4 (19,45)    | 101,5 (39,96)   | 140,3 (55,24)   | 123,5 (48,62)   | 74,4 (29,29)    | 893,6 (351,81)  |
| [ тражи се извор ]          |                 |                 |                 |                 |                 |                 |                 |                 |                 |                 |                 |                 |                 |

## Становништво
Према резултатима пописа становништва 2011. у општини је живело 21.829 становника.
| 1931.  | 1936.  | 1951.  | 1961.  | 1971.  | 1981.  | 1991.  | 2001.  | 2011.  |
| ------ | ------ | ------ | ------ | ------ | ------ | ------ | ------ | ------ |
| 13.295 | 13.492 | 16.101 | 16.986 | 18.676 | 19.212 | 19.849 | 20.059 | 21.829 |

Сарцана данас има око 22.000 становника, махом Италијана. Током протеклих деценија број становника у граду је растао.

## Партнерски градови
- Villefranche-de-Rouergue
- Јегра

## Галерија
- Стари део Сарцане - план
- Катедрала пресвете Богородице
- Градске зидине
- Главни, Матеотијев трг